# Det store bælt
Det store bælt er en dansk dokumentarfilm fra 1968, der er instrueret af Claus Ørsted.

## Handling
Færgetrafikken på Storebælt er et karakteristisk og i og for sig banalt træk i dansk hverdagsliv. Men trafikmaskineriet har også sin egen sublime og monumentale skønhed. Det er den, filmen fra Storebælt er på sporet af.